# Ilhotas Foca

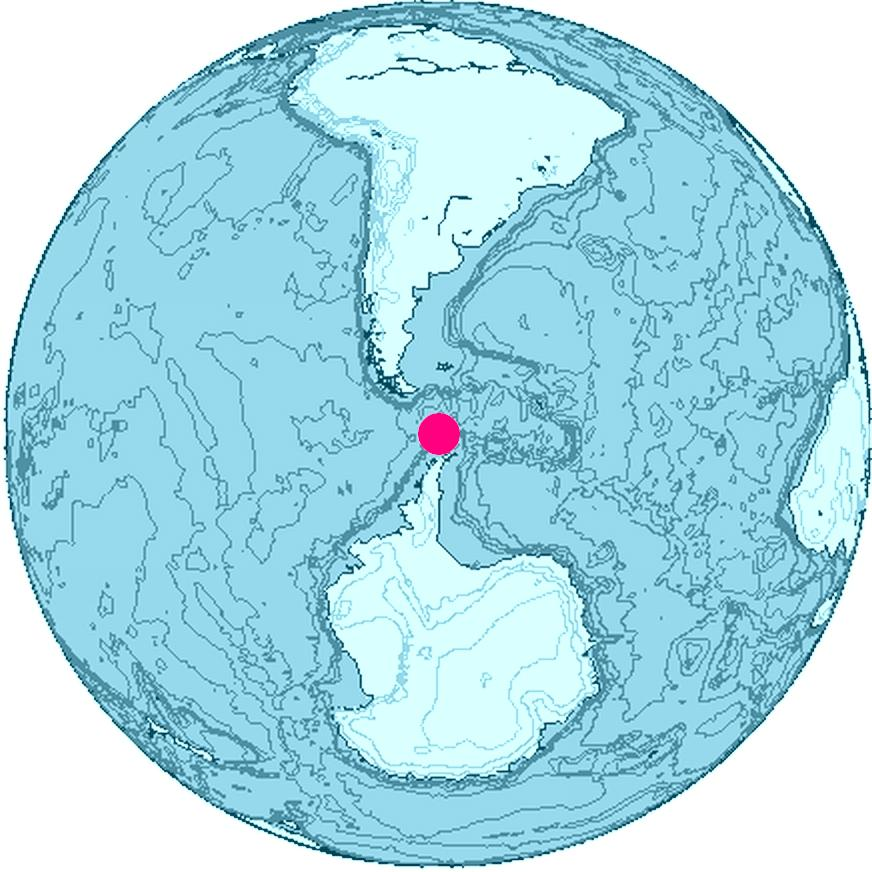
Localização das ilhotas Foca

As ilhotas Foca (também conhecidas como Îles des Phoques, Islas Foca, Islotes Foca e Rochas Foca) são um grupo de pequenas ilhas e rochas que localizam-se de 5 a 10 km a nordeste da ilha Elefante, nas ilhas Shetland do Sul. As ilhotas Foca estão situadas nas coordenadas 60° 58′ S, 55° 24′ O. O agrupamento foi nomeado pelo capitão William Smith, em 1820, devido à grande quantidade de focas capturadas ali.